# Juan Carlos Gustems
Juan Carlos Gustems Ramos (Barcelona, 29 de octubre de 1960) es un actor de doblaje y locutor español.

## Biografía
Mientras estudia la carrera de derecho, decide hacer radio. Tras enterarse de que estaban realizando cursos de doblaje -organizados por "APADECA-, decide apuntarse al curso. Cuando concluyó el curso -que duraba tres meses-, salió primero de su promoción. Alberto Trifol le propuso para que fuera a su estudio, y fue ahí cuando comenzó su carrera como actor de doblaje, tanto en castellano como en catalán, coincidiendo en el periodo del "boom" del vídeo, que fue una época bastante fructífera para la industria del doblaje. Su primer papel fue en 1986, en la película "El nombre de la rosa (película)", dirigida por Rogelio Hernández en los estudios "Sonoblok" (Barcelona). En dicha película, doblaba a varios soldados de fondo.
Tras más de 30 años de profesión, en su haber se encuentra muchos trabajos conocidos y de envergadura: Hugo Weaving en "Matrix", Sylvester Stallone en "Plan de escape", Dan Aykroyd en "La maldición del escorpión de jade", Wesley Snipes en "Blade", Richard Armitage en "Trilogía de El hobbit", Laurence Fishburne en "Mystic River", Alan Rickman en "Harry Potter y las reliquias de la Muerte: parte 1 y dos", y un largo etcétera. Además, también puede destacarse sus papeles para películas de animación, como Gastón en "La bella y la bestia (película de 1991)" y Clayton en "Tarzán (película de 1999)". También presta su voz en infinidad de series de televisión, como a Liev Schreiber en "Ray Donovan". Tiene un especial cariño al trabajo de Hugo Weaving en "Matrix".
Comenzó a doblar a Sylvester Stallone a raíz de la película "Asesinos (película)"; Antonio Banderas debía doblar su papel en "Londres" debido a que se encontraba trabajando allí; como Ricardo Solans dobla habitualmente también a Sylvester Stallone, se le propuso que fuera a doblar la película a Londres. Se negó, y tuvieron que hacer pruebas, por lo que Gustems fue el seleccionado para doblar a Stallone en Londres. A partir de ese momento, Solans y Gustems suelen doblar con asiduidad a Stallone.
La lista de actores a los que suele doblar habitualmente es muy extensa: Richard Armitage, Idris Elba, Alan Rickman, Hugo Weaving, Sylvester Stallone, Wesley Snipes, Dan Aykroyd, Bryan Cranston, Laurence Fishburne, Mahershala Ali, Bruce Campbell, Eric Roberts, Liev Schreiber, Kevin Dunn, Giancarlo Esposito, Miguel Ferrer, Stephen Fry, Jeff Goldblum, Danny Huston, Stellan Skarsgård, Robert Patrick, Mark Strong, Patrick Warburton, etc. Además, en catalán, suele doblar habitualmente a George Clooney, Travis Riker y a Samuel L. Jackson. Ha participado en más de 3000 doblajes.
Aparte de su faceta como actor de doblaje, presta su voz en multitud de campañas publicitarias, convirtiéndose en una de las voces habituales de la publicidad. Además, también narra audio-libros y dobla videojuegos.
Ha desarrollado su faceta como actor de imagen; ha participado en la película "Vivancos 3" y/o en la miniserie "23-F: el día más difícil del rey".